# Vanonus wickhami
Vanonus wickhami är en skalbaggsart som beskrevs av Thomas Casey 1895. Vanonus wickhami ingår i släktet Vanonus och familjen ögonbaggar. Inga underarter finns listade i Catalogue of Life.